# 道の駅おとふけ
道の駅おとふけ（みちのえき おとふけ）は、北海道河東郡音更町にある国道241号（帯広北バイパス）の道の駅である。
本記事では便宜上、1996年4月から2022年3月までの施設を「旧施設」、2022年4月からの施設を「新施設」と表記する。

## 新施設
2010年頃から、旧施設の狭隘化・老朽化の解消を図るために新施設への移転が計画された。その後、魅力発信拠点づくりと称して、公園整備などと合わせた整備計画が進められ、2018年に音更帯広ICの南側、柳月スイートピアガーデンの東隣の土地に移転することが決定した。旧施設より西に約2kmの距離に位置する。
2019年5月に実施事業者として「ヴェスタおとふけグループ」を選定、同年7月に同社と基本協定を締結した。住民説明会などを経て2020年（令和2年）6月より新施設の工事に着手。2021年12月建築工事・外構工事完了。また『なつぞら』のロケセット再現のためにふるさと納税を活用したクラウドファンディングを2回に分けて実施した。2021年9月、道の駅の愛称を「なつぞらのふる里」とし、ロゴも決定した。
2021年12月の音更町議会において、道の駅おとふけ条例の改正、音更町特産センター条例の廃止が可決、同じく新施設の指定管理者を開業から10年間は「オカモト・鈴蘭ビルサービスグループ」とすることが可決された。また、施設周辺の町字を「なつぞら」へ変更する議案も可決された。
2022年4月1日に町字を「なつぞら」に変更。4月7日より町民などを対象としたプレオープン、4月15日にグランドオープンした。
新施設には地元の農畜産物を活用した飲食店が出店。農畜産物等販売所も併設された。休憩コーナーには「道の駅ピアノ」が置かれ自由に演奏ができる。音更町の歴史や町出身の作曲家・伊福部昭を紹介するパネル、町民が購入したというゴジラの巨大フィギュアも展示される。
『なつぞら』のロケセット再現はNHKアートが手掛けた。ドラマに登場する柴田牧場の母屋・牛舎・サイロと菓子屋雪月が建てられ、中では撮影の小道具やドラマ場面の展示などもある。
道の駅の敷地の北には、道路を挟んで「なつぞら公園」が位置する。都市間バスの停留所が2021年末より運用開始、2023年以降はドッグランも整備され、道の駅と一体となった活用が見込まれている。

### 設備など
道の駅 建屋
木造一部鉄骨造平屋建て
- 休憩・飲食コーナー「なつぞらダイニング」
  - Petit Joie（洋食）
  - 豚丼のぶたはげ（豚丼）
  - らぁめん 藤（ラーメン）
  - そばや 然（蕎麦）
  - うどん 麦笑 壱咲（うどん）
  - カレーショップインデアン（カレー）
- 農畜産物等販売所「なつぞら市場」
- 茶屋 GREEN（喫茶）
- 満寿屋商店みちます（ベーカリー）
- SKYPIEA（軽食テイクアウト）
- キッズコーナー（3歳未満・3歳以上）
- 多目的ルーム
- 中庭広場
- 総合案内所・情報発信コーナー
- 24時間トイレ・ベビーコーナー

駐車場
一般車244台、大型車22台、他
なつぞらエリア（『なつぞら』のロケセットを再現）
- 柴田家の母屋
- 牛舎 - 建物内の展示物が見学できる
- サイロ
- 雪月 - 建物内の展示物が見学できる、冬期を除き柳月製の限定商品を販売

芝生広場
- 「OTOFUKE」の文字モニュメント
- 屋外ステージ
- 築山
- フラワーガーデン

### アクセス
- 国道241号（帯広北バイパス）- 登録路線

道の駅移転に伴い駐車場内にバス乗降場が設けられ、以下の路線が乗り入れる（2022年4月現在）。
- 新千歳空港-帯広「とかちミルキーライナー」＜北都交通・おびうん観光＞
- 札幌-帯広「ポテトライナー」（直行便・音更経由）＜北海道中央バス・ジェイアール北海道バス・北都交通・十勝バス・北海道拓殖バス＞
- 旭川-帯広「ノースライナー」（三国峠経由）＜道北バス・十勝バス・北海道拓殖バス>
- 釧路空港-帯広「スイーツライナー」＜北海道拓殖バス＞
- 帯広空港連絡バス（帯広市内ホテル経由）

## 旧施設
旧施設は音更町農業協同組合（JAおとふけ）が木野市街地に所有する土地を町が借りて「音更町特産センター」として1991年に建設された。三角屋根から青い構造物が張り出しているのが特徴的な鉄骨造2階建ての建物で、1996年4月に「道の駅おとふけ」として登録された。音更町物産協会が運営を担った。
2015年（平成27年）1月に「重点道の駅候補」に選定された。
2022年3月、新施設への移転のため、売店は13日、レストランは15日で営業を終了し、トイレ・駐車場の利用も31日の17時で終了した。旧施設の建物は2023年度に解体予定。

### 設備など
- 駐車場
  - 普通車：39台
  - 大型車：2台
  - 身障者用：2台
- 24時間トイレ
  - 男：大 2器、小 5器
  - 女：5器
  - 身障者用：1器
- 公衆電話：1台
- 特産品販売コーナー
- レストラン「中華バイキング 桃花」
- 農産物直売所

### アクセス
- 国道241号（帯広北バイパス）- 登録路線

## 周辺
- E38 道東自動車道 10 音更帯広IC
- なつぞら公園
- 柳月スイートピアガーデン

### 新施設
- 公式ウェブサイト
- 音更町 魅力発信エリア・道の駅整備事業建設工事
- 道の駅おとふけ なつぞらのふる里
  - 魅力発信エリア・道の駅整備事業等に対するご意見について

### 旧施設
- 音更町物産協会
- 北海道の道の駅（北海道開発局）
- 北海道地区「道の駅」連絡会の公式サイト「北の道の駅」